# ウッディスティーヴンスステークス
ウッディスティーヴンスステークス（Woody Stephens Stakes）は、アメリカ合衆国ニューヨーク州ニューヨークのベルモントパーク競馬場にて開催される競馬の競走である。

## 概要
ダート7ハロンで施行され、出走条件は3歳限定。
1985年にリヴァリッジステークスとして創設。1988年よりG3、1998年よりG2に格付けされ、2006年より現競走名に改称された。
2019年よりG1に昇格される。

## 近年の勝ち馬
- 2025 Patch Adams
- 2024 Book'em Danno
- 2023 Arabian Lion
- 2022 Jack Christopher
- 2021 Drain the Clock
- 2020 No Parole
- 2019 Hog Creek Hustle
- 2018 Still Having Fun
- 2017 American Anthem
- 2016 Tom's Ready
- 2015 March
- 2014 Bayern
- 2013 Forty Tales
- 2012 Trinniberg
- 2011 Justin Phillip
- 2010 D' Funnybone
- 2009 Munnings
- 2008 J Be K
- 2007 Teuflesberg
- 2006 Songster
- 2005 Lost in the Fog
- 2004 Fire Slam
- 2003 Posse
- 2002 Gygistar
- 2001 Put It Back
- 2000 Trippi